# Lista över fornlämningar i Smedjebackens kommun
Lista över fornlämningar i Smedjebackens kommun är en förteckning av ett urval av de fornlämningar som finns i Smedjebackens kommun.

## Norrbärke
| Namn                           | Lämningstyp                      | Tillkomsttid | Historisk indelning | Plats | Läge                 | ID-nr          | Bild                                 |
| ------------------------------ | -------------------------------- | ------------ | ------------------- | ----- | -------------------- | -------------- | ------------------------------------ |
| Vinarheden (Norrbärke 111:1)   | Röse                             |              | Norrbärke, Dalarna  |       | 60.104830, 15.252034 | 10236701110001 | Ladda upp en bild av detta fornminne |
| Vinarheden (Norrbärke 111:2)   | Röse                             |              | Norrbärke, Dalarna  |       | 60.104571, 15.251994 | 10236701110002 | Ladda upp en bild av detta fornminne |
| Vinarheden (Norrbärke 111:3)   | Stensättning                     |              | Norrbärke, Dalarna  |       | 60.104469, 15.251770 | 10236701110003 | Ladda upp en bild av detta fornminne |
| Norrbärke 121:1                | Fäbod                            |              | Norrbärke, Dalarna  |       | 60.258678, 15.417763 | 10236701210001 | Ladda upp en bild av detta fornminne |
| Mark-torpet (Norrbärke 311:1)  | Lägenhetsbebyggelse              |              | Norrbärke, Dalarna  |       | 60.204797, 15.373979 | 10236703110001 | Ladda upp en bild av detta fornminne |
| Nammenhällan (Norrbärke 314:1) | Ristning, medeltid/historisk tid |              | Norrbärke, Dalarna  |       | 60.213288, 15.395911 | 10236703140001 | Ladda upp en bild av detta fornminne |
| Norrbärke 346:3                | Kvarn                            |              | Norrbärke, Dalarna  |       | 60.230825, 15.478392 | 10236703460003 | Ladda upp en bild av detta fornminne |

## Söderbärke
| Namn                                  | Lämningstyp             | Tillkomsttid | Historisk indelning | Plats | Läge                 | ID-nr          | Bild                                      |
| ------------------------------------- | ----------------------- | ------------ | ------------------- | ----- | -------------------- | -------------- | ----------------------------------------- |
| Kolerakyrkogården (Söderbärke 49:2)   | Begravningsplats        |              | Söderbärke, Dalarna |       | 60.040144, 15.603342 | 10238500490002 | Ladda upp en till bild av detta fornminne |
| Söderbärke 68:1                       | Husgrund, historisk tid |              | Söderbärke, Dalarna |       | 60.061608, 15.592844 | 10238500680001 | Ladda upp en bild av detta fornminne      |
| Gladtjärns fäbodar (Söderbärke 211:1) | Fäbod                   |              | Söderbärke, Dalarna |       | 60.198062, 15.678491 | 10238502110001 | Ladda upp en bild av detta fornminne      |